# Organ Pipe Cactus National Monument
L'Organ Pipe Cactus National Monument è un monumento nazionale degli Stati Uniti d'America e riserva della biosfera dell'UNESCO, situato nell'estremo sud dell'Arizona e confinante con lo stato messicano di Sonora. Il parco è l'unico posto negli Stati Uniti dove il cactus a canne d'organo cresce spontaneamente. Insieme al canne d'organo, molti altri tipi di cactus e altra flora desertica originaria della sezione del deserto di Yuma nella regione del deserto di Sonora crescono nel parco. L'Organ Pipe Cactus National Monument copre 517 miglia quadrate (1338 chilometri quadrati). Nel 1976 il monumento è stato dichiarato Riserva della Biosfera dall'UNESCO e nel 1977 il 95% di cactus a canne d'organo è stato dichiarato area selvaggia.
Il Land for the Monument è stato donato dalla legislatura dello stato dell'Arizona al governo federale durante il Proibizionismo, sapendo che la strada nord-sud sarebbe migliorata e avrebbe reso l'importazione di contrabbando dell'alcol dal Messico più facilmente. Nel 1937 la terra divenne un monumento nazionale.
All'ingresso nord del parco si trova la comunità non incorporata di Why, Arizona; la cittadina di Lukeville, Arizona, si trova al confine meridionale del parco. Lukeville è un passaggio di frontiera per Sonoyta, Sonora, in Messico.
L'Organ Pipe Cactus National Monument è delimitato a nord-ovest dal Cabeza Prieta National Wildlife Refuge e ad est dalla riserva indiana Tohono O'odham.
Il 9 agosto 2002, una ranger di nome Kris Eggle è stata uccisa da un sospetto trafficante di droga messicano durante un'operazione della United States Border Patrol. Il centro visitatori è stato intitolato in suo onore. La maggior parte del parco è stato chiuso dal 2003 al 2014.